# Portakabin

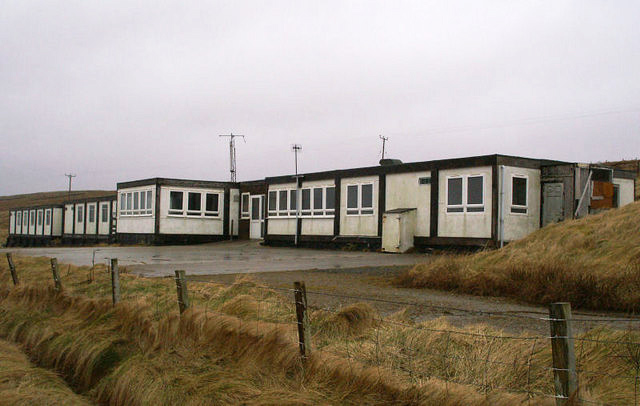
North Isles Motel in Cunnister, Shetland

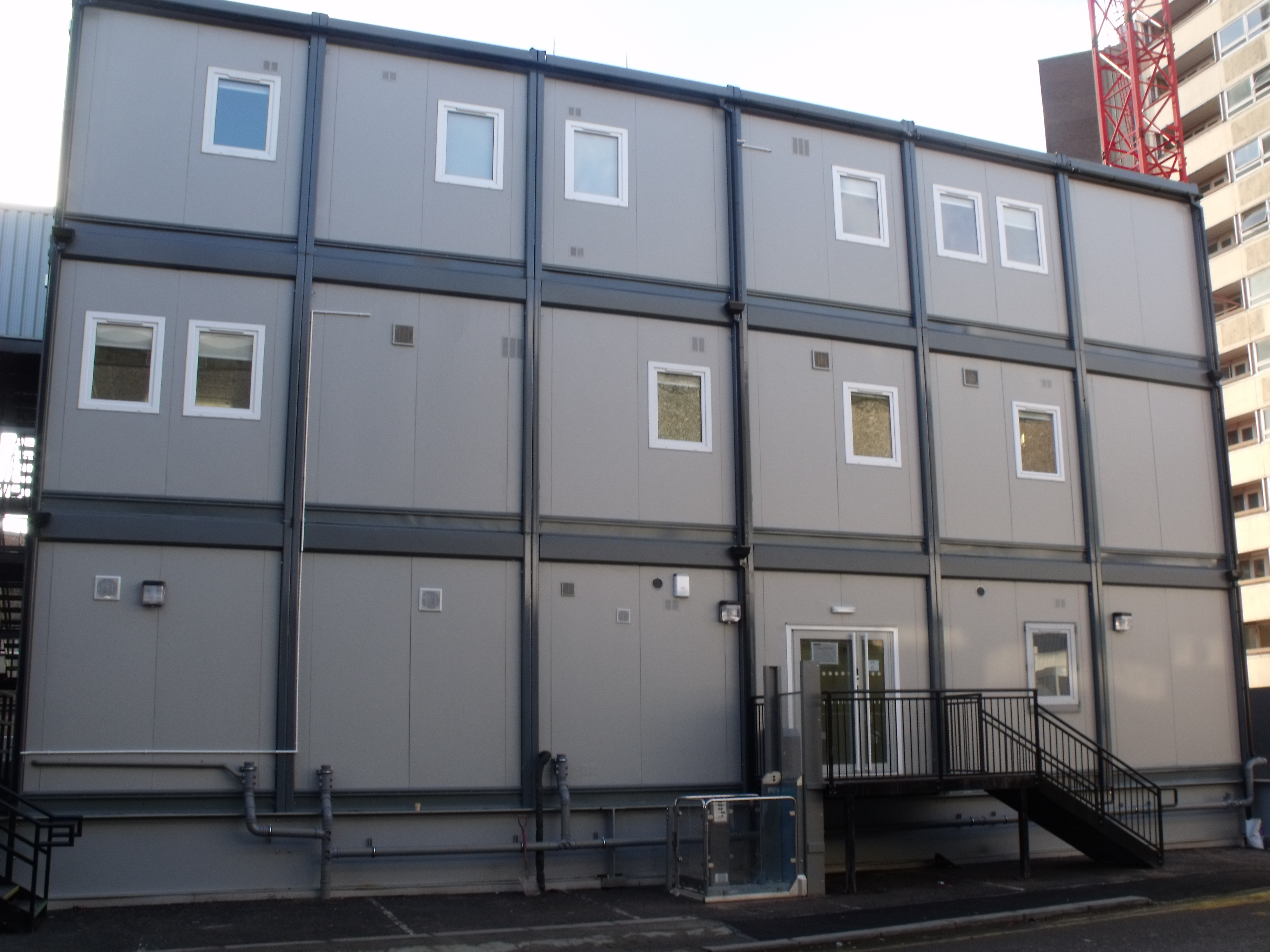
New Street Station, Birmingham

Portakabin ist ein britischer Hersteller von Raum-Modulen, die zu demontablen Gebäuden in Raumzellen- bzw. Containerbauweise zusammengesetzt werden können.
Portakabin ist in 10 Ländern tätig und verfügt über drei Produktionsstätten in Europa. Das Unternehmen fertigt modulare und transportable Raumzellen mit einem Stahlrahmen, die den Bauvorschriften eines dauerhaften Gebäudes entsprechen. 
Die Module werden in einer Fabrik hergestellt und per Tieflader an den Aufstellungsort gebracht. Portakabins werden beispielsweise als Büros, Unterrichtsräume, (medizinische) Behandlungsräume, Fertigung- und Verkaufsstätten, Toiletten, Kantinen oder Modulhäuser zum Wohnen eingesetzt. Sie werden schlüsselfertig verkauft oder vermietet. 
Portakabin ist ein Firmenname, eine Marke und ein in Großbritannien, Europa und Deutschland eingetragenes Warenzeichen.
Teilweise wird der Markenname auch als generische Bezeichnung für ähnliche modulare Gebäude anderer Hersteller wie z. B. Terrapin verwendet. 